# MTV Music 24
MTV Music 24 (también conocido como MTV Music) fue un canal de televisión por suscripción europeo operado por ViacomCBS Networks EMEAA. El canal estuvo disponible en diversos países europeos y Sudáfrica. Se lanzó el 1 de septiembre de 2011 en los Países Bajos y la región de Flandes basando su programación en la emisión de vídeos musicales durante las 24 horas del día. Posteriormente se expandió a otros territorios europeos y Sudáfrica.

## Historia
En el transcurso de 2011 se confirmó que MTV cesaría las emisiones del canal TMF en los Países Bajos para reemplazarlo por algún canal temático de la marca MTV. Finalmente las emisiones de TMF terminaron el 1 de septiembre de 2011, excepto sus canales digitales, que lo hicieron el 31 de diciembre de ese año. Los VJ's de TMF fueron transferidos a MTV Países Bajos. Se creó un canal de música sin interrupción con el nombre MTV Music 24 el 1 de septiembre de 2011 como respuesta a la creciente competencia por parte de otros canales y servicios online musicales, así como al desvío del propósito original del canal principal de MTV.
En marzo de 2019 MTV Music 24 reemplazó a VH1 Classic en África subsahariana, en la proveedora satelital DStv.
El 3 de marzo de 2020 reemplazó a la versión polaca de MTV Music.
MTV Music 24 fue reemplazado por MTV 90s en los Países Bajos el 26 de mayo de 2021. El 1 de junio de 2021, el canal fue reemplazado por NickMusic Países Bajos en Europa Central y por MTV Hits Europa en África, y cerró en todas las regiones.

## Programación
- A-List Playlist: Música sin interrupción. La playlist incluye los mayores éxitos recientes de diferentes géneros.
- Euro Top Chart